# معهد الأمراض المعدية
معهد الأمراض المعدية (IDI)، الذي أنشئ داخل جامعة ماكيريري، هو منظمة أوغندية لا تهدف للربح بل تهدف إلى تعزيز النظم الصحية في أفريقيا، مع التركيز بشدة على الأمراض المعدية ؛ من خلال البحث وتطوير القدرات. في إطار مهمتها في كل من أوغندا وأفريقيا جنوب الصحراء الكبرى، تقدم IDI الرعاية للأشخاص المصابين بفيروس نقص المناعة البشرية (PLHIV) والأمراض المعدية الأخرى، وتبني القدرات بين العاملين في مجال الرعاية الصحية من خلال التدريب والدعم المستمر، وتحافظ على التركيز على الوقاية، وتنفذ البحوث ذات الصلة.

## نبذة
تم إنشاء IDI في عام 2002 كشراكة أكاديمية بين القطاعين العام والخاص تتكون من كلية الطب بجامعة ماكيريري ومستشفى مولاجو الوطني للإحالة ووزارة الصحة (أوغندا) وشركة فايزر مع مؤسسة فايزر، إلى جانب مجموعة من خبراء الأمراض المعدية من أوغندا وأمريكا الشمالية التحالف الأكاديمي لرعاية الإيدز والوقاية منه في إفريقيا (AA). تأسست مؤسسة التحالف الأكاديمي في عام 2003 وتم تغيير اسمها لاحقًا إلى مؤسسة أكورديا للصحة العالمية في عام 2008.
تم تسجيل معهد الأمراض المعدية المحدودة (IDIL) (الذي يعمل باسم IDI) كشركة غير ربحية محدودة بضمان بدون رأس مال مشترك. في عام 2004، أصبحت جامعة ماكيريري الضامن الوحيد لـ IDIL. في عام 2009، مع إنشاء كلية العلوم الصحية في جامعة ماكيريري، أصبحت المؤسسة الدولية للتنمية جزءًا لا يتجزأ من كلية الطب داخل الكلية. تحتفظ IDI أيضًا بعلاقة قوية مع وزارة الصحة في أوغندا من خلال دعمها لمستشفيات الإحالة الإقليمية وغيرها من الوظائف والمرافق الرئيسية لوزارة الصحة.

## مجال العمل
مع التركيز على الأمراض المعدية، تعمل IDI في خمسة مجالات رئيسية:
1. الوقاية والرعاية والعلاج : تدعم IDI أكثر من 100000 شخص مصاب بفيروس نقص المناعة البشرية في جميع أنحاء أوغندا في كل من المناطق الحضرية والريفية في أوغندا (سواء بشكل مباشر أو بالشراكة مع المرافق الصحية الحكومية وغير الحكومية). وهذا يترجم إلى حوالي 10% من الجهد الوطني. من بين 100،000 شخص مصاب بفيروس نقص المناعة البشرية، تهتم إدارة IDI بأكثر من 90،000 شخص. بالإضافة إلى ذلك، توفر IDI خدمات وقائية واسعة النطاق مثل ختان الذكور الطبي الطوعي وقد قامت بختان أكثر من 230،000 رجل، اعتبارًا من يونيو 2016.[4] وكذلك الوقاية من انتقال فيروس العوز المناعي البشري من الأم إلى الطفل. كمركز إحالة وطني، تدير IDI حالات فيروس نقص المناعة البشرية المعقدة.
2. التدريب وتطوير القدرات : كل عام، تقوم المؤسسة الدولية للتنمية بتدريب ما يقرب من 1500 من العاملين في مجال الرعاية الصحية من جميع أنحاء إفريقيا على العدوى المشتركة بفيروس نقص المناعة البشرية / الإيدز والسل، والملاريا، وخدمات المختبرات، والصيدلة، وتعزيز النظم (إدارة البيانات، والرصد والتقييم، وإدارة المنح)، و بناء القدرات البحثية.[5] اعتبارًا من يونيو 2016، قامت IDI بتدريب أكثر من 19000 مشارك، وتم الرد على 114444 استفسارًا من خلال مركز معلومات المعالجة المتقدمة (ATIC) المجاني منذ عام 2004، كما قدمت IDI المساعدة الفنية في 80 مقاطعة في أوغندا.
3. البحث : منذ عام 2001، نشرت IDI أكثر من 500 مقالة بحثية في المجلات التي راجعها النظراء. اعتبارًا من يونيو 2016، كان لدى IDI 47 منحة بحثية نشطة بما في ذلك 13 تجربة سريرية و 17 دراسة قائمة على الملاحظة و 17 مشروعًا لبناء القدرات.[6]
4. خدمات المختبرات : في عام 2005، تم نقل مختبر "MUJHU" المشترك لجامعة ماكيريري - جامعة جونز هوبكنز ( MU- JHU) إلى IDI مختبر جامعة ماكيريري وجون هوبكنز، هو مختبر معتمد من كلية علم الأمراض الأمريكية (CAP) معتمد من قبل الإدارة الأمريكية للغذاء والدواء. تدير IDI أيضًا مختبرًا للترجمة بالشراكة مع جامعة كاليفورنيا، سان فرانسيسكو (UCSF) وشركاء دوليين آخرين. يُجري مختبر MUJHU كل عام حوالي 160،000 اختبار.[7] يعد مختبر MU-JHU في IDI هو أول مختبر خارج الولايات المتحدة يتم الاعتراف به من قبل جائزة مختبر المختبرات الطبية للعام.[8] اعتبارًا من يونيو 2016، اختبر كل من المعامل المركزية والمركزية أكثر من 117000 وحدة.
5. التواصل : بالشراكة مع مراكز السيطرة على الأمراض، و VIV، و USAID، و Gates Foundation، وغيرها، تعمل برامج IDI في 70% من المناطق الأوغندية.[4]

- أكثر من 104،293 من المصابين بفيروس نقص المناعة المكتسبة (PLHIV) في IDI و 90،000 منهم يتلقون الرعاية من خلال برنامج التواصل مع IDI
- 2،407،997 شخصًا يتم استشارتهم واختبارهم من خلال فيروس نقص المناعة المكتسبة
- 244،450 رجل تم ختانهم من خلال IDI
- تدريب 2222 شخص من 27 دولة أفريقية من خلال مبادرة الإنتوساي للتنمية
- اكتملت أكثر من 45 مشروعًا بحثيًا ونشرت أكثر من 500 مقالة بحثية في المجلات التي راجعها النظراء
- دعم بنجاح أكثر من 118 طالب ماجستير و 10 طلاب دكتوراه للتخرج من مجموعة من المؤسسات داخل وخارج أوغندا.

لدعم مجالات النشاط المذكورة أعلاه، تحتفظ IDI بنظم إدارة مالية وعامة شفافة تخضع لعمليات تدقيق داخلية وخارجية صارمة سنويًا.

## جوائز
- الجمعية الإفريقية لطب المختبرات (ASLM)، أفضل الممارسات في جائزة المختبر (2012)، مُنحت إلى مختبر MU-JHU / IDI الأساسي[10]
- جائزة الشبكة الأفريقية لابتكار الأدوية والتشخيص (ANDI) من مركز التميز للابتكار (2011)، بتمويل من لجنة الأمم المتحدة الاقتصادية لأفريقيا (UNECA)[11]
- جائزة مختبر المختبر الطبي للعام (جائزة المركز الثاني، 2008)[8]